# 톰 리곤

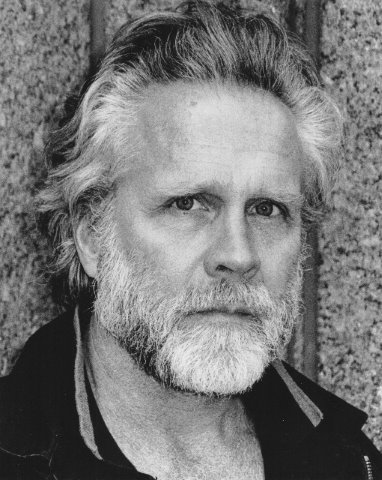

톰 리건(Thomas Bryant Ligon, 1940년 9월 10일 ~ )은 미국의 배우, 성우이다.
뉴올리언스에서 태어났다.

## 출연 작품
- 로스트 레볼루션 (2011년)
- 아이 빌리브 인 아메리카 (2007년)
- 시리얼 (2007년)
- 폭력 교실 (1989년)
- 조이라이드 (1977년)
- 대야망 (1973년)
- 라스트 아메리칸 히어로 (1973년) - 라마 역
- 페인트 유어 웨건 (1969년)

### 텔레비전
- 더 영 앤 더 레스트리스 (1973년)
- 오즈 (1997년)
- 법과 질서 (1990년)